# Trnovo (gmina Laško)
Trnovo – wieś w Słowenii, w gminie Laško. W 2018 roku liczyła 89 mieszkańców.